# Gocce di Sicilia
Gocce di Sicilia è un'opera di Andrea Camilleri pubblicata dalle edizioni dell'Altana nel 2001.
Nel libro sono riportati racconti pubblicati nell'Almanacco dell'Altana, della omonima casa editrice, negli anni 1995, 1996, 1997, 2000. 
In particolare il racconto Piace il vino a San Calò è stato ripreso e ricomposto dal romanzo Il corso delle cose. Così anche il racconto dal titolo Ipotesi sulla scomparsa di Antonio Patò fu prima pubblicato sintetizzato sul giornale La Stampa e in seguito, ampliato e rinnovato, costituì la base del libro La scomparsa di Patò. Il racconto Il cappello e la coppola era già nell'opera Favole del tramonto. 
Il titolo del libro spiega il contenuto che vuole essere come le gocce distillate, poche ma intense di sapore, di quel gran alambicco che è la Sicilia nel ribollire della sua cultura e tradizioni, che sono divenute esemplari della "sicilianità" raccontata attraverso il filtro autobiografico di Camilleri e colorite dalla sua lingua italo-sicula.

## Trama
Il racconto Lo zù Cola, persona pulita, che Camilleri definisce un falso monologo, è ispirato all'avvenimento reale dell'incontro che l'autore ebbe in una banca romana nel 1950 con il capo mafioso dell'Agrigentino Nicola "Nick" Gentile, rientrato clandestinamente dagli Stati Uniti nel 1943 in Italia per predisporre lo sbarco delle truppe americane in Sicilia. 
Ad un confronto con la realtà di oggi, riflette l'autore, quella figura di criminale appare molto diversa dall'odierna delinquenza: lo zù Cola era un mafioso "rispettabile", portatore di un'etica distorta ma pur sempre basata su principi come quello di non uccidere chi non vuole sottomettersi: ammazzare è semplice, dice lo zù Cola, ma così si è perso il confronto: vale di più avere tanta pazienza e persuadere.
Nel racconto U zz'Arfredu Camilleri ricorda lo zio che fece nascere in lui l'amore per i libri. 
Nella descrizione di una festa paesana  Piace il vino a San Calò, l'autore sottolinea ironicamente il carattere spettacolare e pagano della processione con la statua del santo.
Nel Primo voto Camilleri racconta come in occasione delle prime elezioni regionali in Sicilia si scatenò una ridicola e paradossale guerra tra separatisti, comunisti e democristiani per il colore di una bandiera.
Nel racconto L'ipotesi sulla scomparsa di Antonio Patò, Camilleri descrive divertito le teorie che furono avanzate sulla scomparsa di Patò comprese quelle "scientifiche" di una caduta dello scomparso in una "falla" dell'universo spazio-temporale.
Nella Vicenda di un lunario Camilleri rifà la storia di una rivista letteraria Lunario siciliano, pubblicata negli anni 1927-1928 con l'intento di unire la letteratura alle tradizioni popolari le quali alla fine divennero l'unico argomento d'interesse della rivista che, dopo una ripresa nel 1931, non fu più pubblicata.

## Edizioni
- Andrea Camilleri, Gocce di Sicilia, 1ª edizione, Edizioni dell'Altana, 2001,  pagg.91, EAN 9788804590781.